# 站台 (选举)
站台是选举中常用的一个词。在各类选举中，知名人士到场为候选人助威，称为“站台”。通常是政治明星、社会名流、知名主持、演艺明星等名人，通过名人的影响力帮助候选人大大拉近和选民的距离，从而增加赢得选举的几率。

## 外部参考
1. ↑  .   [2012-01-18]. （原始内容存档于2019-09-16）.